# 4960 Майо
4960 Майо (4960 Mayo) — астероїд головного поясу, відкритий 24 вересня 1960 року.
Тіссеранів параметр щодо Юпітера — 3,240.